# Brachythecium negrii
Brachythecium negrii är en bladmossart som beskrevs av Tosco och Piovano 1956. Brachythecium negrii ingår i släktet gräsmossor, och familjen Brachytheciaceae. Inga underarter finns listade i Catalogue of Life.